# Llicència per casar
 Llicència per casar  (original: License to Wed) és una pel·lícula estatunidenca de Ken Kwapis estrenada el 2007. Ha estat doblada al català.

## Argument
Ben Murphy i Sadie Jones estan promesos i intenten la seva cerca de la felicitat en una vida comuna "fins que la mort els separi". Tanmateix, l'Església familiar de Sadie, St-Augustine, és administrada pel reverend Frank que es nega a unir la jove parella abans que hagi completat el curs de preparació al matrimoni que ell mateix ha elaborat. Comprenent deures, tallers pràctics inusitats i una flagrant invasió de la seva vida privada, el programa del reverend Frank provarà els vincles que uneixen Ben i Sadie.

## Repartiment
- Robin Williams: Reverend Frank
- Mandy Moore: Sadie Jones
- John Krasinski: Ben Murphy
- Eric Christian Olsen: Carlisle
- Christine Taylor: Lindsey Jones
- Josh Flitter: Choir Boy
- Peter Strauss: M. Jones
- Grace Zabriskie: Àvia Jones
- Roxanne Hart: Sra. Jones
- Mindy Kaling: Shelly
- Angela Kinsey: Judith la venedora de joies
- DeRay Davis: Joel
- Rachael Harris: Janine
- Brian Baumgartner: Jim
- Jess Rosenthal: Venedor de joies
- Val Almendarez: Client de la joieria

## Producció

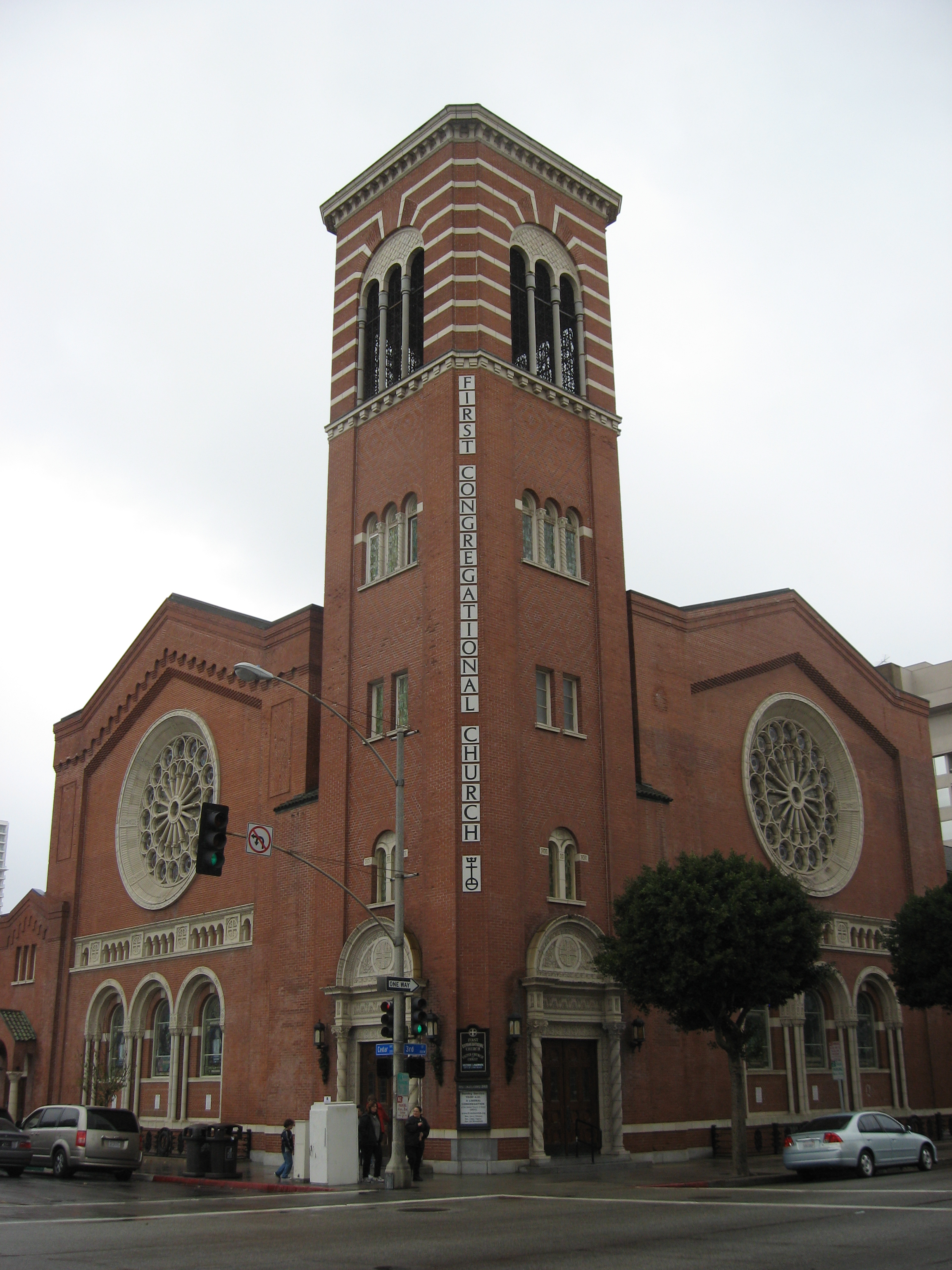
La First Congregational Church, on es va rodar.

El rodatge va tenir lloc parcialment a la First Congregational Church a Long Beach, Califòrnia, així com altres localitzacions al voltant de Long Beach. La pel·lícula és dirigida per Ken Kwapis, que freqüentment dirigeix episodis de The Office  a la televisió dels EUA. Això suposa aparicions del repartiment, com John Krasinski, Angela Kinsey, Mindy Kaling, i Brian Baumgartner.

## Rebuda de la crítica
La reacció de la crítica a la pel·lícula va ser negativa de manera aclaparadora. Rotten Tomatoes dona la pel·lícula un índex d'un 7% Metacritic.com li dona 25 sobre 100, amb 21 ressenyes generalment negatives rating.